# DiskOnChip

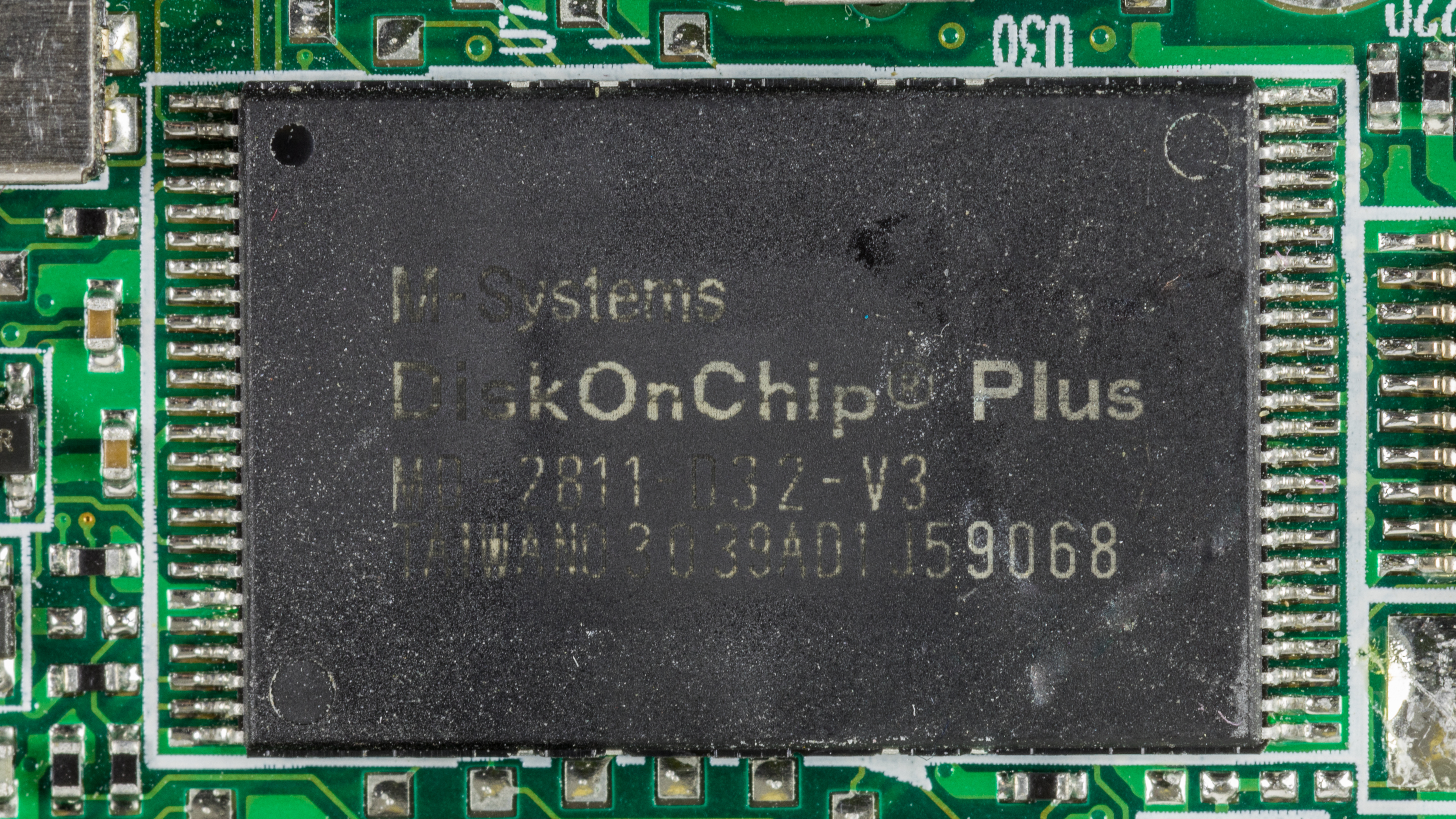
M-Systems DiskOnChip Plus MD2811-D32-V3

DiskOnChip (DoC) ist ein historischer Flash-Speicher des heute nicht mehr existierenden israelischen Herstellers M-Systems.
Der DoC kam 1995 als erstes kommerziell relevantes Solid-State-Drive (SSD) mit Flash-Speicher auf den Markt. Das lautlose Speichermedium kommt ohne rotierende mechanische Teile aus und ist dadurch erschütterungs- und temperaturunempfindlicher als beispielsweise die zur gleichen Zeit am Markt relevanten Microdrives. Untergebracht ist der Speicher in einem 32-poligen DIP-Gehäuse. Verschiedene Ausführungen der DOCs bieten eine Kapazität zwischen 2 MB und 4 GB.
Der DoC wurde in industriellen eingebetteten Anlagen, militärischen Einsatzgeräten, Internet-Boxen, Set-Top-Boxen, Netzwerkroutern und seit Oktober 2004 auch als nichtflüchtiger Speicher in palmOne-PDAs genutzt (siehe NVFS).
Intern enthielt das DoC-Modul einen Controller für Fehlerkorrekturverfahren, berücksichtigte defekte Datenblöcke und enthielt Funktionen, mit denen eine herkömmliche Festplatte emuliert werden konnte. Die Software unterstützte das FAT-Filesystem, M-Systems stellte aber auch unter anderem für Windows CE, Symbian OS, Linux, VxWorks und QNX Treiber zur Verfügung (TrueFFS, True Flash File System).
Der israelische Ingenieur Dov Moran (* 1956) gilt als Erfinder, der DiskOnChip mit seiner Firma M-Systems entwickelte. Ende 2006 wurde M-Systems für 1,6 Milliarden US-Dollar an die SanDisk Corp. verkauft. Das Ende der Produktlinie wurde 2007 bekanntgegeben.